# Track & Field
Track & Field, i Japan Hyper Olympic (ハイパーオリンピック?), var ursprungligen ett arkadspel 1983 och utvecklades och utgavs av Konami. Spelet fick officiell licens till olympiska sommarspelen 1984.
Flera hemversioner utkom
NES-versionen hette Track & Field in Barcelona, och utgavs av Kemco inför olympiska sommarspelen 1992. Signaturmelodi för NES-versionen är musiken från filmen Triumfens ögonblick, komponerad av Vangelis (som i arkadversionen hörs när high score-lista presenteras). Game Boy-versionen släpptes också i serien Konami GB Collection.

### Fotnoter
1. ↑  ”Track and Field”. Sinclair Infoseek. http://www.worldofspectrum.org/infoseekid.cgi?id=0005360. Läst 3 juli 2009.